# 夏にご用心
「夏にご用心」（なつにごようじん）は、1976年5月にリリースされた桜田淳子の15枚目のシングルである。

## 解説
- 1976年末に生放送の『第27回NHK紅白歌合戦』の出場曲となる。なお、当番組本番でのバック・コーラスは、岩崎宏美・ちあきなおみ・由紀さおりの3人がそれぞれ務めていた。
- B面の「白い少女のバラード」は、自らが主演を務めた映画『遺書 白い少女』の主題歌にも使用された。

## 収録曲
- 全曲作詞：阿久悠／作曲：森田公一

1. 夏にご用心 (2分26秒)
編曲：高田弘
2. 白い少女のバラード (3分41秒)
編曲：竜崎孝路